# The Musical Box (chanson)
Pour les articles homonymes, voir Music Box.

The Musical Box est une chanson du groupe de rock progressif Genesis. Elle figure sur l’album Nursery Cryme (1971). Cette pièce de plus de dix minutes a été jouée lors de toutes les tournées entre 1971 et 1975, et incorporée de façon régulière dans les années 1980 et 1990 à divers pots-pourris.

## Histoire
La pièce raconte l’histoire de Henry Hamilton-Smythe minor (8 ans) et de Cynthia Jane De Blaise-William (9 ans). Ils jouent tous deux au croquet. Malencontreusement, Cynthia décapite Henry avec son maillet. Deux semaines plus tard, dans la « nurserie », Cynthia découvre la précieuse boîte à musique d’Henry. Elle l’ouvre, une mélodie se fait entendre et le fantôme d'Henry apparait. Henry était revenu, mais pas pour longtemps car, pendant qu’il se tenait dans la pièce, son corps commença à vieillir rapidement, et en un instant, tous les désirs de la vie surgirent en lui. Alors qu'Henry tente de persuader Cyntia de l'aider à réaliser son désir romantique, le bruit fait accourir la nurse. Instinctivement, cette dernière lance la boîte à musique sur l’enfant barbu, les détruisant tous deux.
Cette chanson devint peu à peu le symbole de Genesis, car c’était une des premières composée par le groupe dans sa composition définitive (Phil Collins et Steve Hackett ayant rejoint Genesis en 1971). Lors des tournées suivant les albums « Nursery Cryme »  (1971) et « Foxtrot » (1972), pour la fin de la pièce, Peter Gabriel portait une robe rouge et une tête de renard (en Femme-renard au Bataclan, le 10 janvier 1973) . Lors des tournées suivantes, il revenait sur scène dans la peau « d’Old Henry » avec un masque de vieillard, se tenant courbé et chantant avec une voix ravagée par l’âge.

## Reprises
Steve Hackett, ancien guitariste du groupe, reprend la chanson sur ses albums Genesis Revisited II (2012), Genesis Revisited: Live At Hammersmith (2013), Genesis Revisited: Live At The Royal Albert Hall (2014), The Total Experience Live In Liverpool (Acolyte To Wolflight With Genesis Classics) (2016) et Wuthering Nights: Live In Birmingham (2018).
Le tribute band allemand Still Collins, formé en 1995, interprète la chanson en concert dans un pot-pourri qui figure son album Live Special (2012).